# Zasłonak kasztanowy
Zasłonak kasztanowy (Cortinarius castaneus (Bull.) Fr.) – gatunek grzybów należący do rodziny zasłonakowatych (Cortinariaceae).

## Systematyka i nazewnictwo
Pozycja w klasyfikacji według Index Fungorum: Cortinarius, Cortinariaceae, Agaricales, Agaricomycetidae, Agaricomycetes, Agaricomycotina, Basidiomycota, Fungi.
Po raz pierwszy opisali go w 1786 r. Jean Baptiste François Bulliard, nadając mu nazwę Agaricus castaneus. Obecną nazwę nadał mu w 1838 r. Elias Fries. Niektóre synonimy:
- Cortinarius kunicensis var. caespitosus Moënne-Locc. 2001
- Cortinarius robertii Moënne-Locc. & Reumaux, in Reumaux & Moënne-Loccoz 1988
- Cortinarius subodoratus Bidaud 2001

Franciszek Błoński w 1896 r. nadał mu polską nazwę zasłonak kasztanowaty, Władysław Wojewoda w 2003 r. za bardziej poprawną uznał nazwę zasłonak kasztanowy.

## Morfologia
Kapelusz higrofaniczny kolejno ciemnobrązowy, czarnobrązowy, czerwonobrązowy, na koniec szarobrązowy. Blaszki szarobeżowe z rdzawymi ostrzami. Trzon szarobiały, podstawa i grzybnia czerwonoróżowa. Miąższ purpuroworóżowy, zwłaszcza na dole trzonu, bez zapachu i wyraźnego smaku. Zarodniki 7,5–8,5 × 5–6 μm, silnie brodawkowane.

## Występowanie i siedlisko
Podano stanowiska w Ameryce Północnej, Europie i Azji. W Polsce w 2003 r. Władysław Wojewoda przytoczył 10 stanowisk.
Naziemny grzyb mykoryzowy, występujący w lasach. W Polsce notowany pod sosnami i bukami, ale występuje także pod innymi drzewami liściastymi i iglastymi.